# Chymus

Duodenum des Menschen

Gallengänge des Menschen

Chymus (altgriechisch χυμός chymós, deutsch ‚Saft‘; vgl. auch „Chylus“) ist der Speisebrei, der im Magen unter der Einwirkung von Verdauungssekreten (Speichel und Verdauungsenzym- und Salzsäure-reicher Magensaft) aus den aufgenommenen Speisen entsteht. Dieser Prozess wird als Chymifikation bezeichnet. Der Chymus wird durch die Magenkontraktion durchmischt und anschließend über den Magenpförtner (Pylorus) portionsweise an den Zwölffingerdarm (Duodenum), den ersten Abschnitt des Dünndarms, abgegeben. Der Chymus ist sauer, im Mittel hat er einen pH-Wert von etwa 2. Um den pH-Wert bei Eintritt in das Duodenum zu erhöhen, den Chymus zu alkalisieren, wird unter Einfluss des Hormons Cholecystokinin (CCK) die Gallenblase kontrahiert, wodurch Gallenflüssigkeit mit reichlich Natriumhydrogencarbonat in das Duodenum abgegeben und der Chymus dort weitgehend neutralisiert wird, bevor er das Jejunum, den zweiten Abschnitt des Dünndarms, erreicht.

## Einteilung
Magenchymus: Nahrungsbrei mit Magensaft
Darmchymus: Magenchymus mit Darmsaft